# Ho-103 Type 1
La Ho-103 Type 1 era una mitragliatrice di produzione giapponese per impiego aeronautico ed utilizzata essenzialmente dai caccia della Dai-Nippon Teikoku Rikugun Kōkū Hombu, la componente aerea dell'Esercito imperiale giapponese.
Era un progetto derivato dalla Browning M2 adattata al munizionamento tipo Vickers: questo significava 81 anziché 99 mm di lunghezza del bossolo.
L'energia cinetica era di circa 10.000 J anziché 16.000 J (una mitragliatrice leggera ha circa un terzo di questo valore).

## Confronti
Dai dati disponibili, quest'arma risulta aver posseduto caratteristiche migliori dell'italiana Breda-SAFAT da 12,7 mm, benché derivasse da un progetto antecedente (a metà degli anni trenta) poiché il peso era minore di almeno 6 chili e il volume di fuoco del 20-25% più elevato (15 anziché 12-12,5 colpi al secondo). Era migliore anche dell'altra mitragliatrice pesante italiana, la Scotti, quasi altrettanto leggera (24 chili circa) ma inaffidabile e con una cadenza di tiro inferiore (700-750 colpi al minuto circa).
I principali aerei che la usarono, spesso solo una coppia, furono il Nakajima Ki-43 Hayabusa (5.500 esemplari) e il bombardiere Mitsubishi Ki-21 (2.000 circa).

## Velivoli utilizzatori
(lista non completa)
 Giappone
- Mitsubishi Ki-21
- Nakajima Ki-43 Hayabusa
- Nakajima Ki-44
- Nakajima Ki-49
- Kawasaki Ki-61
- Nakajima Ki-84
- Kawasaki Ki-100
- Kawasaki Ki-102